# زوي شيريدان
زوي شيريدان (بالإنجليزية: Zoe Sheridan)‏ هي مقدمة تلفزيونية أسترالية، ولدت في 1968.